# Biblioteca d'Alexandria

Exterior de la biblioteca moderna

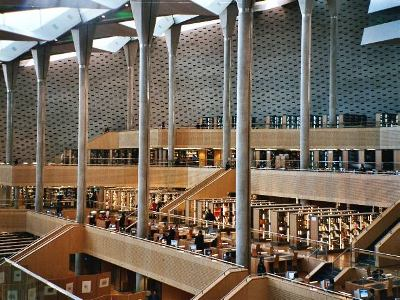
Interior de la biblioteca moderna

La biblioteca d'Alexandria fou biblioteca més cèlebre de l'antiguitat. Situada a la ciutat egípcia d'Alexandria, es creu que fou creada als inicis del segle iii aC per Ptolemeu I Sòter i que va arribar a disposar d'un fons bibliogràfic de 700.000 de volums.
Manquen testimonis precisos sobre els aspectes més essencials de la biblioteca, no s'han trobat les ruïnes del Museu, i les del Serapeu són molt escasses. Per a alguns escriptors llatins, la Gran Biblioteca fundada pels Ptolemeus amb prou feines quedà afectada a l'incendi provocat per les tropes de Juli Cèsar el 48 aC. Segurament ja havia desaparegut en el moment de la dominació àrab, tot i que alguns escriptors comenten que el califa Úmar ibn al-Khattab ordenà la destrucció de milers de manuscrits. En tot cas, el final de la biblioteca s'ha de situar en un moment indeterminat del segle iii o del segle iv, potser el 273, quan l'emperador Aurelià prengué i saquejà la ciutat, o quan Dioclecià feu el mateix el 297. La biblioteca filla del Serapeu, successora de la Gran Biblioteca, fou espoliada, o almenys buidada, el 391, quan l'emperador Teodosi I el Gran ordenà la destrucció dels temples pagans de la ciutat d'Alexandria.

## Història
La ciutat d'Alexandria va ser fundada entre el 332 i el 331 aC per Alexandre el Gran. Va esdevenir durant l'antiguitat el primer port d'Egipte. Fou en el seu moment un dels grans centres culturals de la Mediterrània. Sens dubte la seva enorme biblioteca era un dels principis fonamentals de la seva fama.
Va ser un dels generals d'Alexandre, Ptolemeu I, que rebé Egipte en el repartiment que es va fer a la mort de l'emperador, el qui va donar l'impuls intel·lectual i comercial a la futura grandesa d'Alexandria. Va fer construir un museu (museion: el palau de les Muses), que allotjava una universitat, una acadèmia i la biblioteca (amb 700 000 volums estimats). Tot seguit demanà de cadascun dels països coneguts que li trametessin obres de tota classe d'autors, que feia traduir al grec. Com que la ciutat era un port, demanà també a tots els vaixells que hi feien escala que permetessin que els llibres que duien a bord fossin copiats i traduïts. La còpia es retornava al vaixell i l'original es guardava a la biblioteca.
La traducció al grec de totes aquestes obres va ser una feina colossal que mobilitzà la major part dels intel·lectuals i savis de cada país. Calia que aquests homes dominessin perfectament la seva llengua pròpia i també el grec. La biblioteca va ser dirigida per erudits com Cal·límac, Eratòstenes, Aristarc de Samotràcia, Apol·loni de Rodes o Aristòfanes de Bizanci. Es pot parlar, per exemple, dels Setanta, un grup d'erudits sortits del corrent filosòfic del mateix nom, que traduïren l'antic testament (Septuaginta). La llegenda dels Setanta diu que sis representants de cada tribu jueva es tancaren a l'illa de Faros per dur a terme aquesta traducció. Eren, per tant, 72 rabins, que haurien fet la traducció en 72 dies.

## Edat antiga

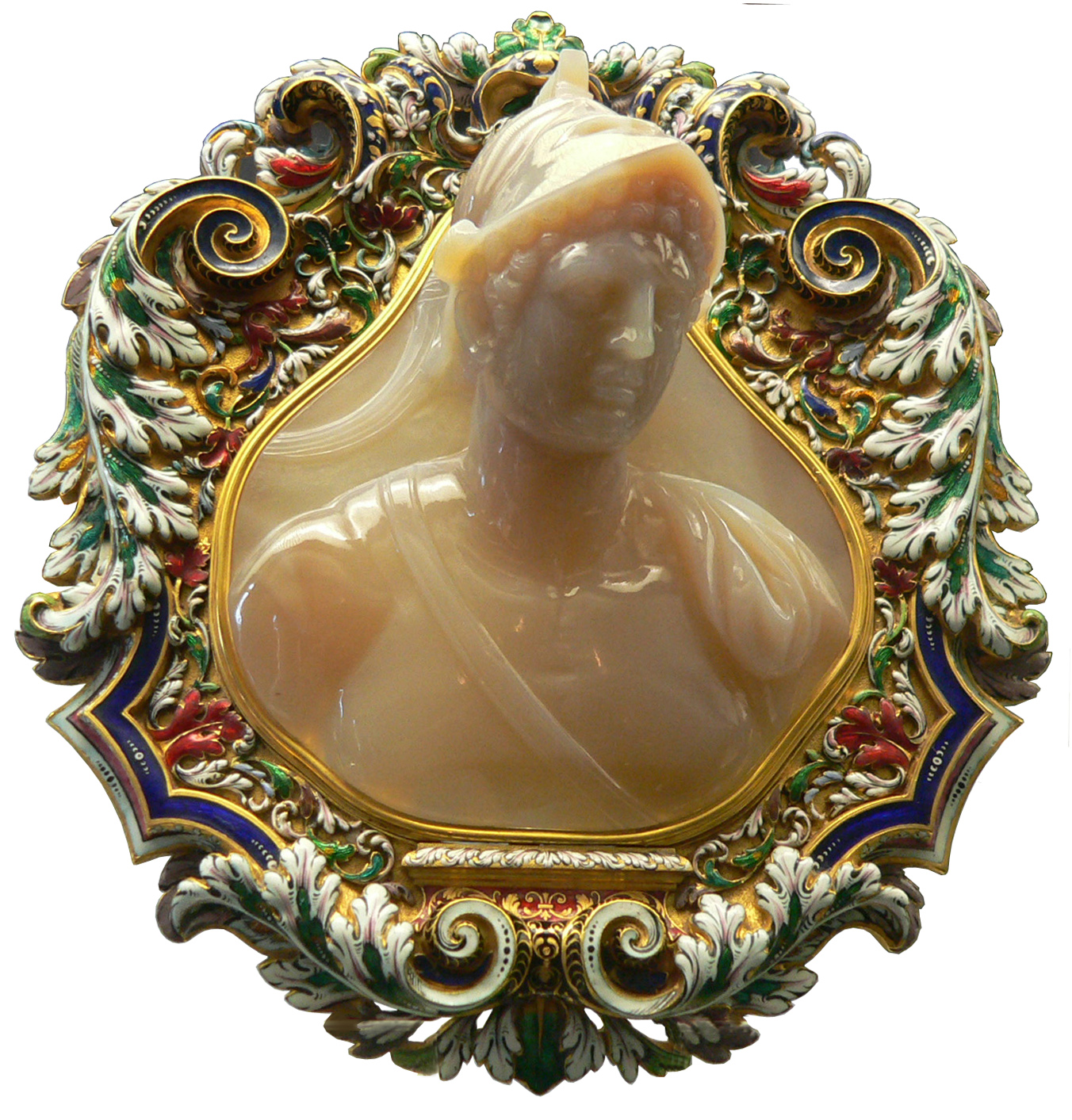
Ptolemeu II, impulsor de la Biblioteca.

La Gran Biblioteca d'Alexandria, anomenada així per distingir-la de la petita o biblioteca-filla del Serapeu, fou fundada pels primers Ptolemeus amb el propòsit d'ajudar el manteniment de la civilització grega al si de la molt conservadora civilització egípcia que envoltava Alexandria. Si bé és cert que el trasllat de Demetri de Falèron a Alexandria (l'any 296-295 aC) està relacionat amb l'organització de la Biblioteca, també és segur que almenys el pla d'aquesta institució fou elaborat sota Ptolemeu I Sòter (mort el 284 aC) i que la finalització de l'obra i la seva connexió amb el Museu fou l'obra màxima del seu successor, Ptolemeu II Filadelf. Com Estrabó no fa menció de la Biblioteca a la seva descripció dels edificis del port, sembla evident que no estava en aquesta part de la ciutat; a més a més, la seva connexió amb el Museu permetria ubicar-la al Brucheion, el districte reial situat al nord-est de la ciutat.
Aquest santuari acollia un petit zoològic, jardins, una gran sala per a reunions i àdhuc un laboratori. Les sales que es dedicaren a la biblioteca acabaren essent les més importants de tota la institució, que fou coneguda al món intel·lectual de l'Antiguitat en ser única. Durant segles, els Ptolemeus donaren suport i conservaren la Biblioteca que, des dels seus inicis, mantingué un ambient d'estudi i de treball. Dedicaren grans sumes a l'adquisició de llibres, amb obres de Grècia, Pèrsia, Índia, Palestina, Àfrica i d'altres cultures, tot i que predominava la literatura grega i hel·lenística.
La biblioteca del Museu constava de deu cambres dedicades a la investigació, cadascuna d'elles dedicada a una disciplina diferent. Un gran nombre de poetes i filòsofs, que arribaren a ser més de cent durant els millors anys, s'ocupaven del seu manteniment, amb una dedicació total. En realitat es considerava l'edifici del Museu com un vertader temple dedicat al Saber.
Se sap que des del començament la biblioteca fou un apartat al servei del Museu. Més endavant, però, quan aquesta entitat adquirí gran importància i volum, calgué crear un annex proper. Es creu que aquesta segona biblioteca (la biblioteca filla) fou creada per Ptolemeu III Evergetes (246-221 aC) i s'establí al turó del barri de Racotis (avui dia Karmuz), en un lloc d'Alexandria més allunyat del mar; concretament, a l'antic temple erigit pels primers Ptolemeus al déu Serapis, anomenat el Serapeu, considerat com un dels edificis més bells de l'Antiguitat. A l'època de l'Imperi Romà, els emperadors la protegiren i modernitzaren en gran manera, incorporant-hi àdhuc calefacció central mitjançant canonades per mantenir els llibres secs als dipòsits subterranis.
Els redactors de la biblioteca d'Alexandria eren sobretot coneguts a Grècia per llur treball sobre els texts homèrics. Els redactors més famosos generalment portaren el títol de bibliotecari principal.
La diversitat geogràfica dels erudits mostra que la biblioteca era de fet un gran centre d'investigació i aprenentatge. El 2004, un equip egipci trobà el que sembla una part de la biblioteca mentre excavava al Brucheion. Els arqueòlegs descobriren tretze sales de conferències, cadascuna amb un pòdium central. Zahi Hawass, el president del Consell Suprem d'Antiguitats d'Egipte, calcula que a les sales excavades fins ara s'hi hauria pogut acollir fins a 5.000 estudiants, la qual cosa indica que era una institució molt gran per a l'època.

### Organització
Ptolemeu II encarregà a Zenòdot d'Efes, ajudat pel poeta Cal·límac, la tasca de catalogació de tots els volums i llibres. Zenòdot fou el primer bibliotecari d'Alexandria, i en aquells anys les obres catalogades arribaren al mig milió. El resultat de la seva tasca fou el Pinakes, el primer catàleg temàtic de la història. Unes es presentaven en rotllos de papir o pergamí, que és el que s'anomenava «volums», i d'altres en fulles tallades, que formaven el que es denominava «toms». Cadascuna d'aquestes obres podia dividir-se en «parts» o «llibres». Es feien còpies a mà de les obres originals, és a dir, «edicions», que eren molt estimades (fins i tot més que les originals) per les correccions dutes a terme. Les persones encarregades de l'organització de la Biblioteca ajudaven Cal·límac a buscar per totes les cultures i en totes les llengües conegudes i enviaven negociadors que poguessin aconseguir biblioteques senceres, unes vegades per comprar-les, d'altres com a préstec per fer-ne còpies.
Els grans navilis que arribaven al famós port d'Alexandria carregats de mercaderies diverses eren inspeccionats per la guàrdia, tant a la recerca de contraban com de texts. Quan trobaven algun rotllo, el confiscaven i el portaven en dipòsit a la Biblioteca, on els amanuenses s'encarregaven de copiar-lo. Un cop feta aquesta tasca, el rotllo era generalment retornat als seus propietaris. El valor d'aquestes còpies era altíssim i molt estimat. La Biblioteca d'Alexandria arribà a ser la dipositària de les còpies de tots els llibres del món antic. Allà fou on realment es dugué a terme per primera vegada l'art de l'edició crítica.

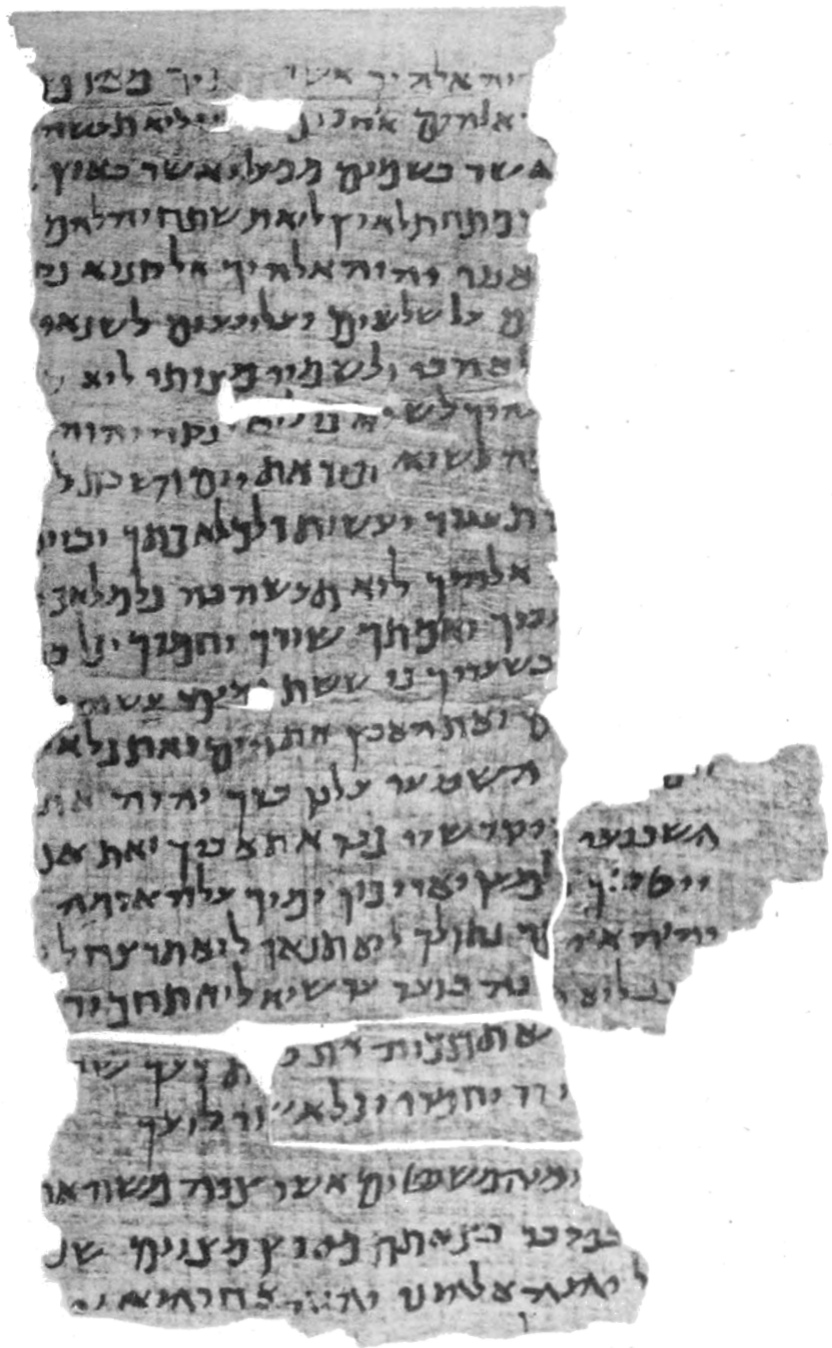
Fragment de la Septuaginta, traduïda de l'hebreu a Alexandria.

### Els llibres
S'estima que a la Biblioteca arribaren a dipositar-s'hi el següent nombre de llibres:
- 200.000 volums durant l'època de Ptolemeu I
- 400.000 durant l'època de Ptolemeu II
- 700.000 l'any 48 aC, amb Juli Cèsar[5]
- 900.000 quan Marc Antoni oferí 200.000 volums a Cleòpatra portats de la Biblioteca de Pèrgam

Cadascun d'aquests volums era un manuscrit que podia versar sobre temes diferents. Es creu que allà hi havia dipositats tres volums amb el títol d'Història del món, l'autor dels quals era un sacerdot babilònic anomenat Berós, i que el primer volum narrava des de la creació fins al diluvi, període que segons ell havia durant 432.000 anys, és a dir, cent vegades més que a la cronologia que se cita a l'Antic Testament. Aquest nombre permeté identificar l'origen del coneixement de Berós: l'Índia. També se sap que allà hi havia dipositades més de cent obres del dramaturg grec Sòfocles, de les quals només ens n'han arribat set.

### Els bibliotecaris
A finals del segle xix es trobaren al jaciment d'Oxirrinc, al poble d'El-Bahnasa (a 190 km al sud del Caire) milers de papirs que foren estudiats a fons pels erudits. En un d'ells s'hi parlava de la famosa biblioteca i es donava una llista de noms de diversos directors o bibliotecaris a partir de l'any de la seva fundació.
Els noms grecs dels directors de la Biblioteca foren variant amb l'època: primer s'anomenaven pròstates, després bibliofílax, epistates i finalment tetagmens.
| Bibliotecari            | des de     | fins a     | Aportacions principals |
| ----------------------- | ---------- | ---------- | --- |
| Zenòdot d'Efes          | 282 aC     | 260 aC (?) | Establí el sistema emprat per guardar les existències de la Biblioteca. Presumiblement bastí un sistema de categories temàtiques, després assignà als llibres de cada categoria una habitació o part d'una habitació per col·locar els rotllos en un prestatge per autor segons ordre alfabètic.                                                                       |
| Cal·límac de Cirene (?) | 260 aC (?) | 240 aC (?) | Creà les taules del Pinakes, que tenia per títol sencer «Taules de Persones Eminents a cadascuna de les branques de l'aprenentatge, juntament amb una llista dels seus escrits» |
| Apol·loni de Rodes (?)  | 240 aC (?) | 230 aC (?) | Escrigué la primera monografia sobre Homer, crítica amb Zenòdot, i escrigué sobre problemes amb l'obra d'Arquíloc i Hesíode. |
| Erastòtenes             | 230 aC (?) | 195 aC     | Afegí un registre significatiu del treball matemàtic de la Biblioteca del Museu. Organitzà les dades dels registres precisos de la Mediterrània guardats pel navegant Píteas, i pogué construir el primer mapa del món conegut basat en fets científicament comprovats. A més a més, feu augmentar el nombre de volums de la Biblioteca en una quantitat considerable. |
| Aristòfanes de Bizanci  | 195 aC     | 180 aC     | Foren importants les seves aportacions en l'edició crítica de texts, la filologia, la gramàtica i la lexicografia. |
| Apol·loni Ediògraf (?)  | 180 aC     | 160 aC (?) | Fou un dels més grans coneixedors de l'obra d'Homer. Escrigué més de vuit-cents tractats amb comentaris crítics. |
| Aristarc de Samotràcia  | 160 aC (?) | 131 aC     | Elaborà el principi bàsic del mètode històricogramatical segons el qual la millor guia en l'ús i en la correcció dels texts transmesos d'un autor és el corpus dels seus propis escrits; de manera que, sempre que sigui possible, les dificultats de comprensió trobades a la lectura hauran de ser explicades referint-se a altres passatges del mateix autor.       |

No es pot parlar pròpiament de Demetri de Falèron com a bibliotecari, atès que la biblioteca com a tal fou fundada després de la seva mort. La inclusió com a bibliotecaris de Cal·límac de Cirene i d'Apol·loni de Rodes té poca autoritat. Més enllà de l'any 130 aC les dates esdevenen força incertes.

### Els savis
Els savis que estudiaven, criticaven i corregien obres es classificaven ells mateixos en dos grups: filòlegs i filòsofs.
- Els filòlegs estudiaven a fons els texts i la gramàtica. La filologia arribà a ser una ciència en aquella època, i comprenia altres disciplines, com la historiografia i la mitografia.
- Els filòsofs eren tots els altres, atès que la filosofia abastava les branques del pensament i la ciència: física, enginyeria, biologia, medecina, astronomia, geografia, matemàtiques, literatura i el que avui dia se'n diu filosofia.

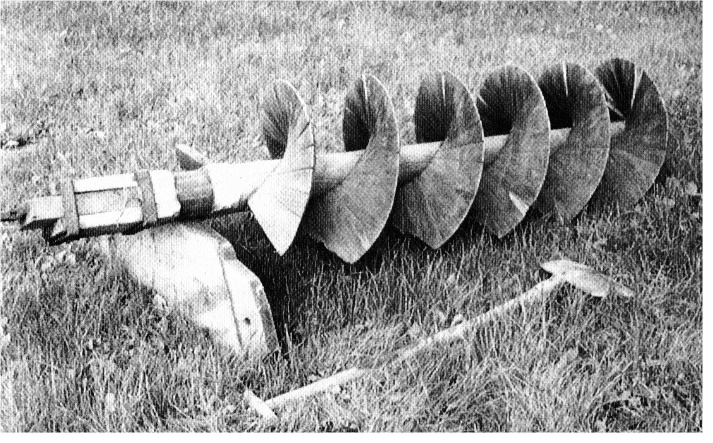
Caragol hidràulic, aplicació dels estudis d'Arquímedes.

Entre ells hi havia personatges tan coneguts com Arquímedes, el més notable científic i matemàtic de l'antiguitat; Euclides que hi desenvolupà la seva Geometria; Hiparc de Nicea, que explicà la Trigonometria, i defensà la visió geocèntrica de l'univers; Aristarc, que defensà tot el contrari, és a dir, el sistema hel·liocèntric segles abans de Copèrnic; Eratòstenes, que escrigué una Geografia i compongué un mapa força exacte del món conegut; Heròfil de Calcedònia, un fisiòleg que arribà a la conclusió que la intel·ligència no és al cor sinó al cervell; els astrònoms Timòcaris i Arístil·los; Apol·loni de Pèrgam, gran matemàtic, que escrigué a Alexandria Sobre les seccions còniques; Apol·loni de Rodes, autor de les Argonàutiques; Heró d'Alexandria, un inventor de caixes d'engranatges i també d'uns aparells moguts per vapor: és l'autor de l'obra Autòmata, la primera obra coneguda sobre robots; l'astrònom i geògraf Claudi Ptolemeum; Galè, qui escrigué força obres sobre l'art de la curació i sobre anatomia.

### Testimonis

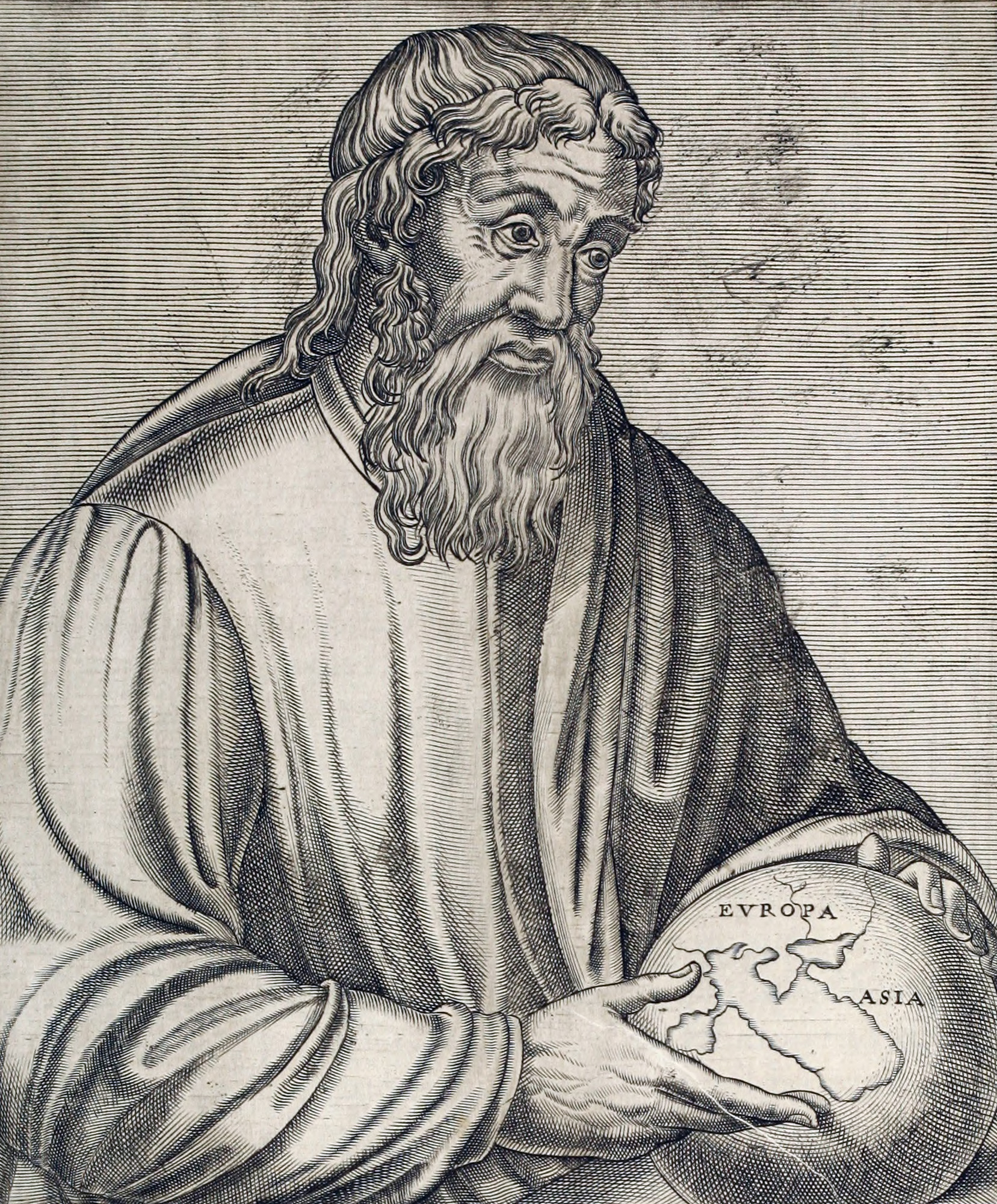
Estrabó

Tot el que se'n sap en l'actualitat sobre la història de l'antiga biblioteca es deu a algunes referències d'escriptors posteriors, de vegades de gent que fins i tot arribà a conèixer-la, però són al·lusions de passada, no hi ha res dedicat en exclusiva a comentar o descriure l'edifici o la vida que s'hi feia.
- El geògraf i gran viatger grec Estrabó (63 - 24 aC) feu una petita descripció, car sembla que estigué a Alexandria a finals del segle i aC. Parlava del Museu i diu que consta d'una exedra, ço és, una obra feta al descobert, de forma circular i amb uns seients adherits a la part interior de la corba. Narra que també veié una cambra molt àmplia on s'hi celebraven els àpats dels savis i dels treballadors. I parla també de la biblioteca, de la gran biblioteca, quelcom «obligatori» al Museu.
- Arístees, al segle ii aC, parlà en les cartes dirigides al seu germà Filòcrates de la biblioteca i de tot l'afer de la traducció de la Septuaginta.
- Marc Anneu Lucà, historiador del segle i, natural d'Hispània i nebot de Sèneca, conta a la seva cèlebre La Farsàlia com ocorregué l'incendi del port, com es propagaren les flames ajudades pel vent, que no cessava, des dels vaixells també incendiats i ancorats al gran port oriental.
- Titus Livi diu a les seves referències que la biblioteca d'Alexandria era un dels edificis més bells que ell mai havia vist, amb moltes sales plenes de cambres per a llibres i cambres on només els copistes hi podien entrar, sense que ningú els molestés. Àdhuc apunta el fet que cobressin per cada línia copiada.
- Sèneca, filòsof hispà i oncle de Lucà, al segle I escrigué un llibre titulat De tranquilitate animi. Hi narra, a través d'una cita de Titus Livi, que en aquell incendi s'arribaren a cremar 40.000 llibres.
- El biògraf Plutarc (46-125) viatjà en diverses ocasions a Egipte, on a Alexandria degué sentir moltes històries sobre el famós incendi. Escrigué una biografia sobre Juli Cèsar i en tractar sobre la batalla al mar, en cap moment explica l'incendi de la biblioteca, atès que en el desastre estava implicat Cèsar i sembla que no volgué tacar el seu nom amb aquells fets. El mateix Juli Cèsar, a la seva obra De bello civili, on parla d'aquella batalla, omet per complet l'incendi de la biblioteca. D'altres escriptors de la mateixa època també silencien la relació de Cèsar amb l'incendi d'Alexandria.
- Molt més tard, al segle iv, Sant Joan Crisòstom fa una relació de l'estat en què es trobava en aquells anys la brillant ciutat d'Alexandria, i comenta que la desolació i destrucció són tals que no es pot esbrinar ni el lloc on es trobava el Soma (el mausoleu d'Alexandre el Gran) ni l'ombra de la Gran Biblioteca.
- Al segle xv un escriba es molestà en traduir al llatí els comentaris de Joan Tzetzes (1110 - 1180), que fou un filòleg romà d'Orient. Aquells comentaris s'havien pres de l'obra Prolegòmens a Aristòfanes. Tzetzes hi parla sobre la biblioteca.

## Destruccions de la biblioteca
El 47 aC, les tropes de Juli Cèsar incendien la flota d'Alexandria. El foc s'hauria propagat al moll i hauria destruït una part de la biblioteca. El 292, un edicte de Dioclecià mana la destrucció dels llibres d'alquímia. Reconstruïda, la biblioteca va tornar a ser destruïda el 391, i també el 642 i el 645, per l'emir Amr Ibn al-As, esperit religiós ple de rigor, que considerava que si els llibres estaven d'acord amb l'Alcorà eren superflus, i que si el contradeien, eren perniciosos. Tanmateix, aquesta història és posada en dubte i s'atribueix a la propaganda antiislàmica. Sigui com sigui, el contingut de la biblioteca desaparegué en aquella època.
El fet que molts d'escrits d'Aristòtil hagin arribat fins a nosaltres suggereix, en tot cas, que si hi va haver ordres de destrucció, hi hagué voluntaris que salvaren d'amagat aquesta part dels documents. Aquests voluntaris devien tenir dret a la neutralitat benevolent de les tropes d'ocupació, o fins i tot en formaven part. La tradició explica, en efecte, que els texts d'Aristòtil s'escaparen en part de la destrucció (i que la destrucció pel foc d'altres dins els centenars de calderes dels banys d'Alexandria es perllongà diversos mesos).

### Atribució de l'incendi a Juli Cèsar

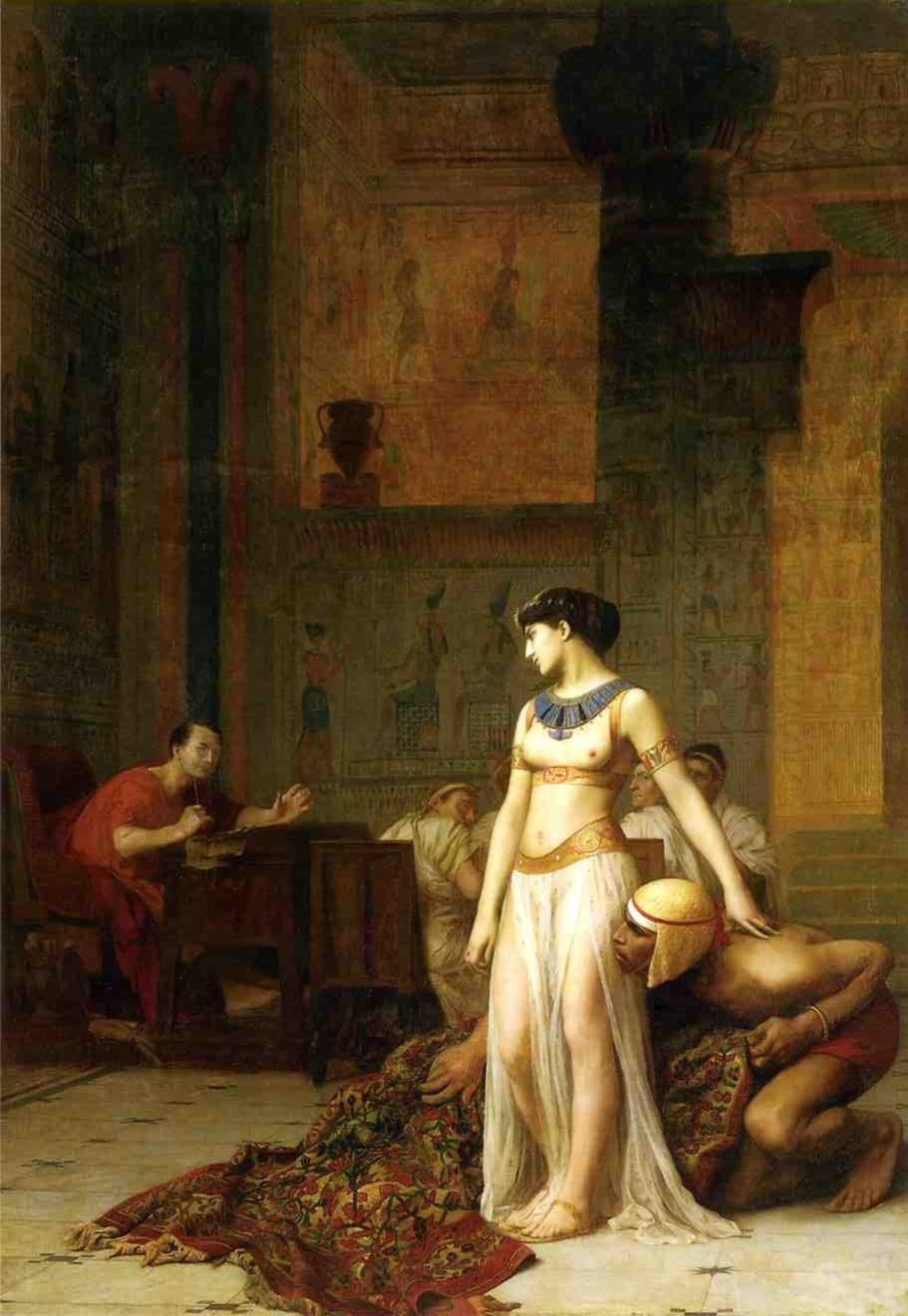
Juli Cèsar i Cleòpatra, per Jean-Léon Gérôme.

Se sol afirmar que la primera gran destrucció que patí la Biblioteca d'Alexandria fou la perpetrada pels romans: Juli Cèsar, en persecució de Pompeu, derrotat a Farsàlia, arribà a Egipte per trobar-se que el seu antic company i gendre havia estat assassinat per ordre de Potí, el visir del rei Ptolemeu XIII Filopàtor, per congraciar-se amb la seva persona. Egipte patia una guerra civil per la successió del tron, i aviat Cèsar s'inclinà a favor de la germana del rei, Cleòpatra VII. Conscient que no podria derrotar Roma, però sí Cèsar, i guanyar-se la gratitud dels seus rivals al Senat, Potí li declarà la guerra. El 9 de novembre del 48 aC, les tropes egípcies, comandades per un general mercenari anomenat Aquil·les (antic centurió), assetjaren Cèsar al palau reial de la ciutat i intentaren capturar les naus romanes al port. Enmig dels combats, tres incendiàries foren llançades per ordre de Cèsar contra la flota egípcia, reduint-la a les flames en poques hores. Tot i que segons la versió del mateix Juli Cèsar al seu De Bello Alexandrino la ciutat amb prou eines se'n veié afectada.
Això no obstant, segons d'altres fonts clàssiques aquell incendi s'hauria estès fins als dipòsits de llibres de la Gran Biblioteca, que es trobava al barri de Bruquió, prop del port. Sèneca confirma al seu De tranquilitate animi la pèrdua de 400.000 rotllos en aquell malaurat incident («quadraginta milia librorum Alexandriae arserunt»), citant la seva font, el perdut llibre CXII de Titus Livi, qui fou contemporani del desastre. Pau Orosi reitera en ple segle v aquesta xifra a la seva Historiarum adversum paganos: «[…] en envair les flames part de la ciutat consumiren quaranta mil llibres dipositats per casualitat als edificis...». Cassi Dió al·ludeix a la destrucció dels magatzems del port, alguns dels quals contenien rotllos. D'altra banda, Plutarc és el primer a mencionar de manera explícita l'extensió del foc a la gran Biblioteca com si hagués quedat reduïda a cendres per sempre, i no només una destrucció parcial. Tanmateix, tan taxant afirmació de Plutarc sobre l'incendi de la Biblioteca sembla tenir origen en un error filològic, provocat pel canvi de significat del terme grec bibliotheke a finals del segle I i començaments del II. La paraula perdé la seva connotació de «biblioteca» i significava «col·lecció de llibres». Mentrestant, «biblioteca» es designava com «apothekai tôn bibliôn» (literalment 'magatzem de llibres'), i el significant diferent atribuït a aquests termes hauria donat lloc a la confusió. Aule Gel·li, i el molt posterior Ammià Marcel·lí aportaren una informació semblant a l'anterior, essent víctimes del mateix error de significació, probablement repetit per la ignorància o la credulitat dels seus contemporanis.
Hi ha dubtes si els tresors de la Gran Biblioteca quedaren destruïts a l'incendi de l'any 48 aC, com arribaren a afirmar alguns historiadors clàssics. Els famosos 400.000 toms que haurien cremat podrien ser en realitat uns 40.000, dipositats en magatzems del port, segurament a l'espera de ser catalogats per a la biblioteca, o per a la seva exportació a Roma, tal com indiquen el Bellum Alexandrinum, Sèneca i Cassi Dió.

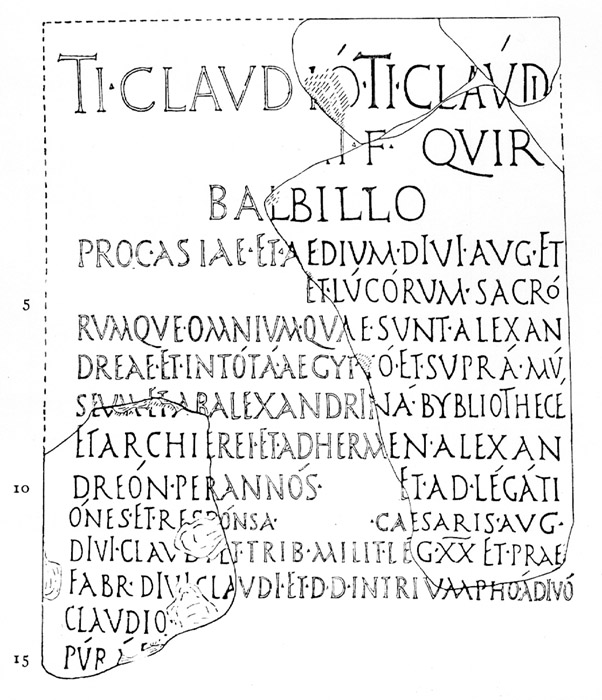
Inscripció de Tiberi Claudi Balbil, confirmant l'existència de la Biblioteca al, tal com afirmen les fonts clàssiques.

### Supervivència de la biblioteca
Després del desastrós incendi, la mort de Cèsar i de l'ascens d'August, Cleòpatra VII es refugià a la ciutat de Tars (a l'actual Turquia) juntament amb Marc Antoni. Fou aleshores quan el triunvir li oferí els 200.000 manuscrits portats des de la Biblioteca de Pèrgam (a l'Àsia Menor), que Cleòpatra diposità a la biblioteca com a compensació per qualsevol possible pèrdua.
L'existència de la biblioteca després de la seva suposada destrucció queda confirmada per una inscripció trobada a començaments del segle xx, dedicada a Tiberi Claudi Balbil. Balbil exercia un càrrec «supra Museum et ab Alexandrina bibliotheca» combinant la direcció del Museu i la Biblioteca com si es tractés d'una acadèmia.
Suetoni tampoc no diu res de la destrucció de la Gran Biblioteca. És més, a la biografia de Claudi refereix que l'emperador, després de rebre en grec una història dels etruscs i una altra sobre els cartaginesos (avui dia perdudes), volgué celebrar l'escriptura d'aquests llibres i creà un annex del Museu:
| « | …afegí a l'antic Museu d'Alexandria un altre de nou que duia el seu nom i s'establí que tots els anys, en determinats dies, es faria llegir a les sales públiques de recitació, en un dels museus, la història dels etruscs, i la dels cartaginesos a l'altre, ambdues, i canviant de lector a cada llibre... | » |
| — | |   |

Això dona a entendre de manera més que manifesta que el vell museu continuava existint i en ple funcionament. El mateix Suetoni, en narrar la vida de Domicià, indica que manà restaurar amb grans despeses biblioteques incendiades al llarg de l'Imperi, fent cercar per tot arreu nous exemplars de les obres perdudes, i «envià a Alexandria una missió per treure còpies acurades o corregir els texts».
Un tercer testimoni és el d'Ateneu de Nàucratis (c. 200) que escrigué detalladament al seu Deipnosophistae sobre la riquesa de Ptolemeu II, i el nombre i poder de les seves flotes. Però en arribar al Museu i a la Gran Biblioteca, diu:
| « | Per què referir-se als llibres, a l'establiment de les biblioteques i a les col·leccions al Museu, quan estan en la memòria de tot home? | » |

### Els desastres dels seglesiiiiiv
Tanmateix, durant el segle ii i al llarg del iii, una sèrie de desastres assolaren l'antiga capital dels Ptolemeus: en primer lloc, la Guerra de Kitus (115-7) en què els rebels jueus destrossaren bona part de l'urbs egípcia. Posteriorment, l'anomenada Guerra Bucòlica (172-5) també s'estengué fins a Alexandria. Després d'aquesta guerra, vingué la rebel·lió dels usurpadors Avidi Cassi (175) i Pescenni Níger (193-4); el brutal saqueig d'Alexandria per capritx de Caracal·la (215); la plèiade de tumults i revoltes civils i militars que hi hagué durant l'Anarquia Militar arran de la crisi econòmica i l'angoixant pressió fiscal; els atacs dels blemmies... La ciutat fou destruïda per Valerià (253), de nou el 269, quan hi hagué la desastrosa conquesta de la ciutat per Zenòbia, reina de Palmira; i el 273, quan Aurelià, en reconquerir-la per als romans, saquejà i destruí completament el Bruquió, desastre que necessàriament hagué d'afectar el Museu i la Biblioteca, i que segurament fos la causa de la seva destrucció. Hom diu que en aquella ocasió els savis grecs es refugiaren al Serapeu, que mai no patí durant tals desastres, i d'altres emigraren a Bizanci. Finalment, el 297 la revolta de l'usurpador Luci Domici Domicià acabà amb Alexandria presa i saquejada per les tropes de Dioclecià, després d'un setge de vuit mesos (victòria commemorada per l'anomenat Pilar de Pompeu). Hom diu que després de la capitulació de la ciutat, Dioclecià ordenà que la carnisseria continués fins que la sang arribés als genolls del seu cavall. L'accidental caiguda de l'emperador alliberà els alexandrins de la mort, i per commemorar el fet erigiren una estàtua al cavall. Se sap també que Dioclecià ordenà cremar milers de llibres relacionats amb l'alquímia i les ciències hermètiques, per evitar que algú posés en perill l'estabilitat monetària que amb prou feines s'havia aconseguit restaurar.
El 330, amb la fundació de la nova capital imperial, Constantinoble, és probable que el que restés del seu contingut fos recaptat per les autoritats imperials i traslladat a la Nova Roma. Encara, entre 320 i 1303 hi hagué 23 terratrèmols a Alexandria. El del 21 de juliol del 365 fou particularment devastador. Segons les fonts, hi hagué 50.000 morts a Alexandria, i l'equip de Franck Goddio de l'Institut Europeu d'Arqueologia Submarina, ha trobat al fons de les aigües del port centenars d'objectes i trossos de columnes que demostren que almenys el 20% de la ciutat dels Ptolemeus s'enfonsà en les aigües, incloent el Bruqueió, suposada ubicació de la biblioteca.
És probable que la biblioteca original dels Ptolemeus fos destruïda en algun d'aquests desastres, restant-ne només part del seu contingut -uns 40.000 rotllos- custodiats en una biblioteca secundària ubicada al complex del Serapeu, temple dedicat al déu Serapis, patró de la ciutat.
El 391, els cristians fanàtics acabaren de destruir la biblioteca.

## La biblioteca d'avui
Dins el marc d'un projecte conjunt de la UNESCO i Egipte, la biblioteca del món mediterrani va ser construïda damunt les ruïnes de l'antic edifici Ptolemaic. Havia de poder acollir prop de 5.000.000 de volums.
Després que el president Hosni Mubarak posà la primera pedra de l'edifici, el 26 de juny de 1988, es va convocar un concurs mundial el setembre del mateix any per permetre als estats del món que proposessin projectes. Hi varen participar 400 arquitectes de més de 77 països. El jurat va triar d'entre els més grans arquitectes i bibliotecaris d'Alemanya, Suïssa, Itàlia, França, Anglaterra, els Estats Units, Mèxic, el Japó, l'Índia i Egipte. El guanyador del primer premi, de 600.000 dòlars, va ser l'estudi de l'arquitecte noruec Snohetta. La firma Snohetta/Hamza signà el contracte relatiu a la concepció i a la supervisió de l'execució del projecte l'octubre de 1993.
Poc temps després de l'obertura al públic, la nova Biblioteca Alexandrina va ser inaugurada pel president de la República Àrab d'Egipte el 16 d'octubre de 2002.
D'una bellesa arquitectònica atraient i d'una funcionalitat òptima, l'edifici, situat a la vora de la mar, té la forma d'un llarg cilindre de 160 metres de diàmetre, tallat en biaix. Des de l'exterior és un immens semicercle que s'eleva del terra, homenatge a Ra, el déu Sol. La inclinació del sostre permet als nivells superiors de la biblioteca beneficiar-se de la il·luminació natural i d'atenuar els efectes de les ombres. Més profundament, els arquitectes no conceberen la biblioteca, estrictament, com un símbol solar, sinó que reconeixen que pretén ser una imatge de radiació i d'obertura i no un lloc tancat o reservat. Vista de dalt, efectivament, la seva forma circular recorda la imatge del sol (els jeroglífics el representen generalment com un simple disc). Aquest simbolisme solar s'accentua encara més per la voluntat de relligar-se amb la saviesa de la biblioteca antiga i, d'altra banda, de contribuir a l'entesa entre els pobles i la construcció de la pau. És aquesta idea la que expressen els murs de granit dins la seva materialitat: hi ha gravades totes les escriptures conegudes del món, des de l'àrab a la xinesa, passant pels caràcters ciríl·lics, hebreus, llatins... La nova Biblioteca Alexandrina es presenta així com el nou temple del saber universal, i el darrer gran monument de l'era no-virtual.